# Mathieu Tachdjian
Mathieu Tachdjian, né le 28 juin 1980, est un joueur arménien de rugby à XV, qui joue en équipe d'Arménie de rugby à XV et en club au poste de pilier (1,80 m pour 104 kg).

## Carrière en club
- Draguignan,
- Toulon
- Pays d'Aix Rugby Club  Pro D2
- Marseille Provence XV  Fédérale 1 2006-2007